# Kościół Zwiastowania Pańskiego w Żabbar
Kościół Zwiastowania Pańskiego (malt. Il-knisja tal-Lunzjata, ang. Church of the Annunciation) – rzymskokatolicki kościół w Ħaż-Żabbar na Malcie.

## Historia
Kościół Zwiastowania Pańskiego, który dziś widzimy, nie jest starym kościołem i nie ma w nim żadnych wielkich dzieł artystycznych, ale charakteryzuje się ciekawą architekturą i pięknymi kamiennymi ozdobami.
Pierwsza wzmianka dotycząca kościoła Zwiastowania pojawia się w raporcie papieskiego wizytatora Pietro Dusiny z 1575. Około 1610 niejaki Antonio Napolitano ufundował nowy ołtarz. Kościół dość szczegółowo wspominany jest w raporcie z wizyty duszpasterskiej biskupa Moliny w 1680. Biskup Paul Alphéran de Bussan w 1745 pisze, że kościół ma dwoje drzwi, kamienny ołtarz z obrazem Zwiastowania i drewnianymi ornamentami, a także jest zaopatrzony we wszystkie potrzebne do kultu przedmioty. To pokazuje, że kościół był ważnym elementem Żabbar i otaczany był dużą czcią.
W XIX wieku kult religijny wzrastał, postanowiono więc powiększyć świątynię. W drugiej połowie wieku dotychczasowy kościół został rozebrany, a na jego miejscu zbudowano nową świątynię. Jej projektantem był Toni Carabott z Żejtun. Poświęcenie kościoła przez wikariusza generalnego kanonika Filippo Amato nastąpiło 22 września (lub października) 1861.  

## Architektura

### Wygląd zewnętrzny

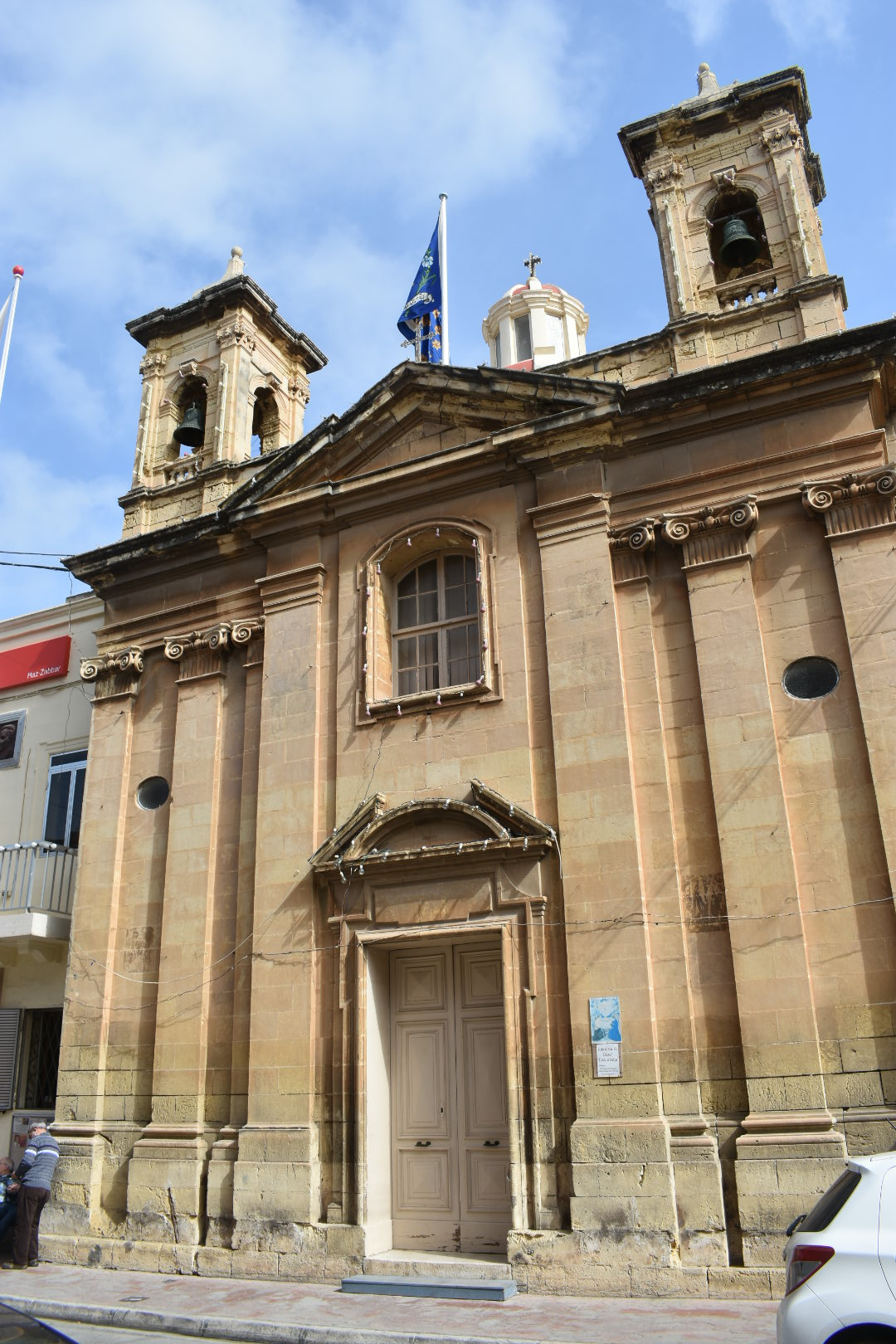
Fasada kościoła

Fasada kościoła podniesiona jest na cokołach, i podzielona na trzy części. Dwa boczne przęsła są identyczne: oba mają po dwa pełne jońskie pilastry oraz połowę trzeciego, łączącego je z prostymi pilastrami części środkowej. Centralna część zawiera prostokątne drzwi z ozdobną ramą i łamanym trójkątnym naczółkiem. Nad wejściem zwieńczone łukiem okno i trójkątny fronton. Na całej szerokości fasady biegnie puste belkowanie zwieńczone ciężkim gzymsem. Fasadę zwieńczają po bokach dwie kwadratowe dzwonnice z korynckimi narożnymi pilastrami oraz niewielkimi iglicami na szczycie. Na dzwonnicach dzwony wykonane z brązu. Całość uzupełnia kopuła z latarnią.

### Wnętrze
We wnętrzu kościoła dominują pilastry z jońskimi kapitelami, podtrzymujące biegnący wokół wnętrza gzyms. Nie były one nigdy malowane lub czymkolwiek pokrywane, widoczne są wszystkie misterne detale wykonane w XIX wieku. Nad głównym gzymsem, w części centralnej kościoła, biegnie drugi, będący podstawą prostej kopuły, również będącej w oryginalnym stanie.
Nad wejściem znajduje się drewniana galeria, gdzie kiedyś znajdowały się organy. Pod galerią wspaniała metalowa krata, oddzielająca przedsionek od środka kościoła, przez którą można oglądać wspaniałą architekturę wnętrza.
W kościele znajdują się trzy ołtarze: ołtarz główny z tytularnym obrazem Zwiastowanie, pędzla Antonio Zammita pod nadzorem Tommaso Madiony, oraz dwa boczne ołtarze, św. Józefa oraz św. Agaty, również tego samego pędzla. Ołtarze zdobi wspaniała sztukateria. Nad ołtarzem głównym napis po łacinie „Ecce ancilla domini” (Oto Służebnica Pańska), nawiązujący do słów Maryi, odpowiadającej archaniołowi Gabrielowi.
Po bokach głównego ołtarza znajdują się dwa okrągłe obrazy przedstawiające Matkę Bożą Różańcową oraz Madonnę z Dzieciątkiem. Wydaje się, że są one bardzo stare, i mogą pochodzić jeszcze ze starego kościoła.       

## Kościół dzisiaj
Kościół dostępny jest do całodziennej adoracji Najświętszego Sakramentu. Odbywają się w nim też spotkania katechumenalne..

## Ochrona dziedzictwa kulturowego
Budynek kościoła umieszczony jest na liście National Inventory of the Cultural Property of the Maltese Islands pod nr. 2076.